# ロス・クワトロ・タバスコス
ロス・クワトロ・タバスコス（Los cuatro tabascos）はDJニラが率いるプロレスラーのユニット。KAIENTAI DOJOを主戦場として活動していた。

## 歴史
お船率いるパルプンテが大活躍を見せる中、うらやましく思った友達のいないDJニラが元々組んでいたアップルみゆきと嫌がる旭志織を強引に誘って結成したラテン系ユニットである。ラテンの明るさを打ち出した楽しい入場時のダンスが人気を集めた。
旗揚げ1周年大会にDJニラ曰く「ラテン系」のタバスコス第4の男のHard core kid 狐次郎がメンバー加入で戦力を増強、パルプンテメンバーとの熾烈な抗争が人気を集めた。
狐次郎が海外修行の為に離脱、また元々ニラはアップルと仲が良いわけでもなかったのでいつのまにか消滅した。

## メンバー
- DJニラ
- アップルみゆき
- 旭志織
- Hard core kid 狐次郎（離脱）

## テーマ曲
- Los cuatro tabascos（TAKAHIRO MASATSUGU）※「KAIENTAI-DOJO vol.6」に収録